# Грінвілл (округ Орандж, Нью-Йорк)
Грінвілл (англ. Greenville) — місто (англ. town) в США, в окрузі Орандж штату Нью-Йорк. Населення — 4689 осіб (2020).

## Демографія
Згідно з переписом 2010 року, у місті мешкало 4616 осіб у 1504 домогосподарствах у складі 1230 родин. Було 1653 помешкання
Расовий склад населення:
| - 90,6 % — білих - 2,7 % — чорних або афроамериканців - 1,5 % — азіатів - 0,3 % — корінних американців - 2,1 % — осіб інших рас |

До двох чи більше рас належало 2,8 %. Частка іспаномовних становила 9,2 % від усіх жителів.
За віковим діапазоном населення розподілялося таким чином: 27,6 % — особи молодші 18 років, 63,4 % — особи у віці 18—64 років, 9,0 % — особи у віці 65 років та старші. Медіана віку мешканця становила 39,4 року. На 100 осіб жіночої статі у місті припадало 103,1 чоловіків;  на 100 жінок у віці від 18 років та старших — 95,8 чоловіків також старших 18 років.
Середній дохід на одне домашнє господарство  становив 113 259 доларів США (медіана — 93 387), а середній дохід на одну сім'ю — 124 137 доларів (медіана — 109 922). Медіана доходів становила 64 526 доларів для чоловіків та 48 090 доларів для жінок. За межею бідності перебувало 4,1 % осіб, у тому числі 2,7 % дітей у віці до 18 років та 4,0 % осіб у віці 65 років та старших.
Цивільне працевлаштоване населення становило 2500 осіб. Основні галузі зайнятості: освіта, охорона здоров'я та соціальна допомога — 25,5 %, роздрібна торгівля — 11,2 %, мистецтво, розваги та відпочинок — 8,0 %, публічна адміністрація — 7,6 %.